# Max Leopold Wagner
Max Leopold Wagner, est né à Munich le 17 septembre 1880, et décède à Washington D.C. le 9 juillet 1962. Romaniste et dialectologue, il est l'un des plus éminents spécialistes de la langue et de la vie rurale des Sardes.

## Cursus
C'est à la faveur d'une bourse de l'Université de Münich que Max Leopold Wagner a séjourné en Sardaigne entre 1904 et 1906. Son travail d'enquête linguistique effectué au cours de ce séjour lui permet de valider son mémoire de doctorat à l'Université de Münich. En 1907, à Wurtzbourg, il soutient une thèse sur le système phonologique des dialectes sardes méridionaux (Lautlehre der südsardischen Mundarten). 
Il travaille comme enseignant dans les écoles allemandes d'Istanbul et du Mexique. Lorsque la Première Guerre mondiale éclate, Wagner retourne en Allemagne. Habilité en études romanes à la Friedrich-Wilhelms-Universität de Berlin en 1915, il est titularisé comme professeur en 1922. Jusqu'en 1922 il est parallèlement professeur au Spruce High School de Berlin-Wilmersdorf. 
Entre 1925 et 1927, il réside en Sardaigne et procède à des enregistrements destinés au Sprach- und Sachatlas Italiens und der Südschweiz (Atlas linguistique et ethnographique de l'Italie et du sud de la Suisse) qui sera publié par les dialectologues Karl Jaberg et Jakob Jud entre 1928 et 1940. En 1950, il publie La lingua sarda: storia, spirito et forme. 
En 1947, Wagner est nommé professeur à l' Université de Coimbra tout en assumant le poste de professeur invité à l'Université d'Illinois. Sur invitation de son ami et sponsor Raphael G. UrcioloIl, Wagner s'installe à Washington D.C. en 1951, d'où il publie œuvre majeure en 1962 : Dizionario Etimologico Sardo.
Wagner est le premier à classer scientifiquement les divers dialectes sardes. Il publie de nombreux essais et monographies sur la formation des mots, la phonologie et le lexique. Avec La lingua sarda, il fournit dès 1951 une description historique et linguistique complète de la langue sarde. En 1962, les trois volumes de son Dizionario Etimologico Sardo fait autorité. Ces deux œuvres ont entrainé dans leur sillage, un intérêt scientifique démultiplié pour le sarde.
Au-delà de la seule linguistique, Wagner est reconnu pour son travail ethnographique de la vie rurale en Sardaigne, notamment du fait de son ouvrage Das ländliche Leben Sardiniens im Spiegel der Sprache (La vie rurale en Sardaigne au miroir de la langue), publié en 1921,.
Wagner a également traité d'autres langues et contextes de situation linguistique, parmi lesquels l'argot des enfants pauvres à Bogotá, l'espagnol parlé en Amérique et le judéo-espagnol. 
Wagner devient membre de la Società Nazionale di Scienze à Naples en 1951. Depuis 1952, il est membre de l'Accademia della Crusca et de l'Académie des Sciences de Heidelberg. En 1954, il devient membre correspondant de l'Académie bavaroise des sciences, et en 1956 de la Delegazione di storia patria per la Sardegna.